# Maarten Ellis
Maarten J.W.M. Ellis (Willemstad (Curaçao), 15 augustus 1941 - Wassenaar, 11 mei 2015) was een Nederlands rechtsgeleerde, en was van 12 september 2007 tot  10 oktober 2010 Staatsraad van het Koninkrijk namens de Nederlandse Antillen en had zitting in de Raad van State bij Koninkrijksaangelegenheden. Van 10 oktober 2010 tot 7 december 2011 vervulde hij deze functie namens Curaçao.
Ellis studeerde rechten in Leiden en was actief als wetenschappelijk medewerker, (bedrijfs)jurist, advocaat en hoogleraar. Hij was van 1994 tot 2004 verbonden als hoogleraar (o.a. belastingrecht) aan de Erasmus Universiteit Rotterdam.
Maarten Ellis was Officier in de Orde van Oranje Nassau. 

## Referentie
1. ↑  Erasmus School of Law, In Memoriam Maarten Ellis (21 mei 2015). Gearchiveerd op 24 mei 2015. Geraadpleegd op 23 mei 2015.